# Großer Preis von Spanien 2005
Der Große Preis von Spanien 2005 (offiziell Formula 1 Gran Premio Marlboro de España 2005) fand am 8. Mai  auf dem Circuit de Catalunya in Montmeló statt und war das fünfte Rennen der Formel-1-Weltmeisterschaft 2005.

## Berichte

### Hintergrund
Nach dem Großen Preis von San Marino führte Fernando Alonso in der Fahrerwertung mit 16 Punkten vor Jarno Trulli und mit 26 Punkten vor Giancarlo Fisichella. In der Konstrukteurswertung führte Renault mit 15 Punkten vor Toyota und mit 21 Punkten vor McLaren-Mercedes.
Vor dem Rennwochenende gab es einen Fahrerwechsel: Juan Pablo Montoya kehrte nach seinem Haarriss und zwei ausgesetzten Rennen ins Cockpit von McLaren-Mercedes zurück.
Aufgrund der nachträglichen Disqualifikationen der beiden BAR-Honda-Piloten Jenson Button und Takuma Satō nach dem Großen Preis von San Marino wurde das Team für zwei Rennen gesperrt. Es nahmen daher nur 9 Teams mit 18 Fahrern am Grand Prix-Wochenende teil. Bei Red Bull startete erneut Vitantonio Liuzzi für den eigentlichen Stammfahrer Christian Klien.
Mit Michael Schumacher (sechsmal) und Jacques Villeneuve (einmal) traten zwei ehemalige Sieger zu diesem Grand Prix an.

### Training
Die letzten sechs Teams der Konstrukteursmeisterschaft 2004 waren berechtigt am Freitag im freien Training ein drittes Auto einzusetzen. Diese Fahrer fuhren am Freitag, traten aber weder im Qualifying noch im Rennen an. Pedro de la Rosa (McLaren-Mercedes), Klien (Red Bull), Ricardo Zonta (Toyota) und Robert Doornbos (Jordan) nahmen in dieser Funktion an den Freitagstrainings teil.
Im ersten freien Training am Freitag war de la Rosa mit 1:15,675 Minuten Schnellster vor Klien und Nick Heidfeld. Im zweiten freien Training am Freitag fuhr erneut de la Rosa mit 1:15,062 Minuten die schnellste Zeit vor Zonta und Heidfeld.
Im dritten freien Training am Samstag war Fisichella mit 1:15,605 Minuten vorne, gefolgt von Michael Schumacher und Ralf Schumacher. Im vierten und letzten freien Training am Samstag fuhr Ralf Schumacher dann in 1:14,280 Minuten die schnellste Runde vor Kimi Räikkönen und Alonso.

### Qualifikation
Im ersten Qualifikationsdurchgang am Samstagnachmittag fuhr Jarno Trulli die beste Rundenzeit. Alonso und Räikkönen folgten auf den Plätzen zwei und drei.
Im zweiten Qualifikationsdurchgang am Sonntagvormittag sicherte sich dann Räikkönen dann seine fünfte Pole-Position vor Mark Webber und Alonso.

### Rennen
Räikkönen hatte einen guten Start und blieb in Führung, während Webbers Start schlecht war und er sowohl von Alonso als auch von Ralf Schumacher überholt wurde. Hinten jedoch hatten die Minardis von Christijan Albers und Patrick Friesacher Startschwierigkeiten aufgrund elektronischer Probleme, die den Einsatz des Safety-Cars erforderlich machten, das in den ersten Runden des Rennens auf der Strecke blieb. In der siebten Runde drehte sich Montoya ohne Folgen, während sich Liuzzi zwei Runden später an der gleichen Stelle wie der Kolumbianer drehte, jedoch im Kiesbett stecken blieb und daher aufgeben musste.
Das Rennen dauerte bis zur 44. Runde, als Michael Schumacher auf dem dritten Platz liegend an die Box fuhr und sich über Probleme mit dem linken Hinterreifen beklagte, der ausgetauscht wurde. Zwei Runden später musste er jedoch aufgrund eines weiteren Problems, dieses Mal mit dem linken Vorderreifen, aufgeben.
Räikkönen gewann schlussendlich ein größtenteils ereignisloses Rennen vor Alonso und Trulli mit knapp 30 Sekunden Vorsprung. Für Räikkönen war es der dritte Sieg in der Formel-1-Weltmeisterschaft. Die restlichen Punkteplatzierungen belegten Ralf Schumacher, Fisichella, Webber, Montoya und David Coulthard.
In der Fahrerwertung blieb Alonso vor Trulli, Räikkönen war nun Dritter. In der Konstrukteurswertung blieben die ersten drei Positionen unverändert.

## Meldeliste
| Team                       | Nr. | Fahrer               | Chassis        | Motor                 | Reifen |
| -------------------------- | --- | -------------------- | -------------- | --------------------- | ------ |
| Scuderia Ferrari Marlboro  | 01  | Michael Schumacher   | Ferrari F2005  | Ferrari 3.0 V10       | B      |
| Scuderia Ferrari Marlboro  | 02  | Rubens Barrichello   | Ferrari F2005  | Ferrari 3.0 V10       | B      |
| Mild Seven Renault F1 Team | 05  | Fernando Alonso      | Renault R25    | Renault 3.0 V10       | M      |
| Mild Seven Renault F1 Team | 06  | Giancarlo Fisichella | Renault R25    | Renault 3.0 V10       | M      |
| BMW-Williams F1 Team       | 07  | Mark Webber          | Williams FW27  | BMW 3.0 V10           | M      |
| BMW-Williams F1 Team       | 08  | Nick Heidfeld        | Williams FW27  | BMW 3.0 V10           | M      |
| West McLaren-Mercedes      | 09  | Kimi Räikkönen       | McLaren MP4-20 | Mercedes-Benz 3.0 V10 | M      |
| West McLaren-Mercedes      | 10  | Juan Pablo Montoya   | McLaren MP4-20 | Mercedes-Benz 3.0 V10 | M      |
| West McLaren-Mercedes      | 35  | Pedro de la Rosa     | McLaren MP4-20 | Mercedes-Benz 3.0 V10 | M      |
| Sauber Petronas            | 11  | Jacques Villeneuve   | Sauber C24     | Petronas 3.0 V10      | M      |
| Sauber Petronas            | 12  | Felipe Massa         | Sauber C24     | Petronas 3.0 V10      | M      |
| Red Bull Racing            | 14  | David Coulthard      | Red Bull RB1   | Cosworth 3.0 V10      | M      |
| Red Bull Racing            | 15  | Vitantonio Liuzzi    | Red Bull RB1   | Cosworth 3.0 V10      | M      |
| Red Bull Racing            | 37  | Christian Klien      | Red Bull RB1   | Cosworth 3.0 V10      | M      |
| Panasonic Toyota Racing    | 16  | Jarno Trulli         | ToyotaTF105    | Toyota 3.0 V10        | M      |
| Panasonic Toyota Racing    | 17  | Ralf Schumacher      | ToyotaTF105    | Toyota 3.0 V10        | M      |
| Panasonic Toyota Racing    | 38  | Ricardo Zonta        | ToyotaTF105    | Toyota 3.0 V10        | M      |
| Jordan Grand Prix          | 18  | Tiago Monteiro       | Jordan EJ15    | Toyota 3.0 V10        | B      |
| Jordan Grand Prix          | 19  | Narain Karthikeyan   | Jordan EJ15    | Toyota 3.0 V10        | B      |
| Jordan Grand Prix          | 39  | Robert Doornbos      | Jordan EJ15    | Toyota 3.0 V10        | B      |
| Minardi F1 Team            | 20  | Patrick Friesacher   | Minardi PS05   | Cosworth 3.0 V10      | B      |
| Minardi F1 Team            | 21  | Christijan Albers    | Minardi PS05   | Cosworth 3.0 V10      | B      |

Anmerkungen
1. 1 2 3 4  Nahm nur am Freitagstraining teil.

## Klassifikationen

### Qualifying
| Pos. | Fahrer               | Konstrukteur      | Q1       | Q2         | Gesamt   | Start |
| ---- | -------------------- | ----------------- | -------- | ---------- | -------- | ----- |
| 01   | Kimi Räikkönen       | McLaren-Mercedes  | 1:14,819 | 1:16,602   | 2:31,421 | 01    |
| 02   | Mark Webber          | Williams-BMW      | 1:15,042 | 1:16,626   | 2:31,668 | 02    |
| 03   | Fernando Alonso      | Renault           | 1:14,811 | 1:16,880   | 2:31,691 | 03    |
| 04   | Ralf Schumacher      | Toyota            | 1:14,870 | 1:17,047   | 2:31,917 | 04    |
| 05   | Jarno Trulli         | Toyota            | 1:14,795 | 1:17,200   | 2:31,995 | 05    |
| 06   | Giancarlo Fisichella | Renault           | 1:15,601 | 1:17,229   | 2:32,830 | 06    |
| 07   | Juan Pablo Montoya   | McLaren-Mercedes  | 1:15,902 | 1:17,570   | 2:33,472 | 07    |
| 08   | Michael Schumacher   | Ferrari           | 1:15,398 | 1:18,153   | 2:33,571 | 08    |
| 09   | David Coulthard      | Red Bull-Cosworth | 1:15,795 | 1:18,373   | 2:34,148 | 09    |
| 10   | Felipe Massa         | Sauber-Petronas   | 1:15,863 | 1:18,361   | 2:34,224 | 10    |
| 11   | Vitantonio Liuzzi    | Red Bull-Cosworth | 1:16,288 | 1:19,014   | 2:35,302 | 11    |
| 12   | Jacques Villeneuve   | Sauber-Petronas   | 1:16,794 | 1:19,686   | 2:36,480 | 12    |
| 13   | Narain Karthikeyan   | Jordan-Toyota     | 1:18,557 | 1:20,711   | 2:39,268 | 13    |
| 14   | Tiago Monteiro       | Jordan-Toyota     | 1:19,040 | 1:20,903   | 2:39,943 | 14    |
| 15   | Christijan Albers    | Minardi-Cosworth  | 1:19,563 | 1:21,578   | 2:41,141 | 15    |
| 16   | Patrick Friesacher   | Minardi-Cosworth  | 1:20,306 | 1:22,453   | 2:42,759 | 16    |
| 17   | Nick Heidfeld        | Williams-BMW      | 1:15,038 | keine Zeit | –        | 17    |
| 18   | Rubens Barrichello   | Ferrari           | 1:15,746 | keine Zeit | –        | 18    |

### Rennen
| Pos. | Fahrer               | Konstrukteur      | Runden | Stopps | Zeit        | Start | Schnellste Runde |
| ---- | -------------------- | ----------------- | ------ | ------ | ----------- | ----- | ---------------- |
| 01   | Kimi Räikkönen       | McLaren-Mercedes  | 66     | 2      | 1:27:16,830 | 01    | 1:15,977 (41.)   |
| 02   | Fernando Alonso      | Renault           | 66     | 2      | + 27,652    | 03    | 1:16,098 (59.)   |
| 03   | Jarno Trulli         | Toyota            | 66     | 2      | + 45,947    | 05    | 1:16,614 (63.)   |
| 04   | Ralf Schumacher      | Toyota            | 66     | 2      | + 46,719    | 04    | 1:16,469 (63.)   |
| 05   | Giancarlo Fisichella | Renault           | 66     | 2      | + 57,936    | 06    | 1:15,641 (66.)   |
| 06   | Mark Webber          | Williams-BMW      | 66     | 2      | + 1:08,542  | 02    | 1:16,761 (62.)   |
| 07   | Juan Pablo Montoya   | McLaren-Mercedes  | 65     | 3      | + 1 Runde   | 07    | 1:15,771 (55.)   |
| 08   | David Coulthard      | Red Bull-Cosworth | 65     | 2      | + 1 Runde   | 09    | 1:16,947 (65.)   |
| 09   | Rubens Barrichello   | Ferrari           | 65     | 1      | + 1 Runde   | 18    | 1:17,156 (64.)   |
| 10   | Nick Heidfeld        | Williams-BMW      | 65     | 2      | + 1 Runde   | 17    | 1:16,519 (60.)   |
| 11   | Felipe Massa         | Sauber-Petronas   | 63     | 2      | + 3 Runden  | 10    | 1:16,802 (51.)   |
| 12   | Tiago Monteiro       | Jordan-Toyota     | 63     | 2      | + 3 Runden  | 14    | 1:18,998 (22.)   |
| –    | Narain Karthikeyan   | Jordan-Toyota     | 63     | 2      | DNF         | 13    | 1:19,734 (16.)   |
| –    | Jacques Villeneuve   | Sauber-Petronas   | 51     | 1      | DNF         | 12    | 1:17,585 (43.)   |
| –    | Michael Schumacher   | Ferrari           | 46     | 2      | DNF         | 08    | 1:15,648 (31.)   |
| –    | Christijan Albers    | Minardi-Cosworth  | 19     | 0      | DNF         | 15    | 1:20,124 (15.)   |
| –    | Patrick Friesacher   | Minardi-Cosworth  | 11     | 0      | DNF         | 16    | 1:20,865 (10.)   |
| –    | Vitantonio Liuzzi    | Red Bull-Cosworth | 9      | 0      | DNF         | 11    | 1:19,435 (09.)   |

## WM-Stände nach dem Rennen
Die ersten acht des Rennens bekamen 10, 8, 6, 5, 4, 3, 2 bzw. 1 Punkt(e).

### Fahrerwertung
| Pos. | Fahrer               | Konstrukteur      | Punkte |
| ---- | -------------------- | ----------------- | ------ |
| 01   | Fernando Alonso      | Renault           | 44     |
| 02   | Jarno Trulli         | Toyota            | 26     |
| 03   | Kimi Räikkönen       | McLaren-Mercedes  | 17     |
| 04   | Giancarlo Fisichella | Renault           | 14     |
| 05   | Ralf Schumacher      | Toyota            | 14     |
| 06   | Mark Webber          | Williams-BMW      | 12     |
| 07   | Michael Schumacher   | Ferrari           | 10     |
| 08   | David Coulthard      | Red Bull-Cosworth | 10     |
| 09   | Juan Pablo Montoya   | McLaren-Mercedes  | 10     |
| 10   | Nick Heidfeld        | Williams-BMW      | 9      |
| 11   | Rubens Barrichello   | Ferrari           | 8      |
| 12   | Alexander Wurz       | McLaren-Mercedes  | 6      |

| Pos. | Fahrer             | Konstrukteur      | Punkte |
| ---- | ------------------ | ----------------- | ------ |
| 13   | Jacques Villeneuve | Sauber-Petronas   | 5      |
| 14   | Pedro de la Rosa   | McLaren-Mercedes  | 4      |
| 15   | Christian Klien    | Red Bull-Cosworth | 3      |
| 16   | Felipe Massa       | Sauber-Petronas   | 2      |
| 17   | Vitantonio Liuzzi  | Red Bull-Cosworth | 1      |
| 18   | Tiago Monteiro     | Jordan-Toyota     | 0      |
| 19   | Narain Karthikeyan | Jordan-Toyota     | 0      |
| 20   | Jenson Button      | BAR-Honda         | 0      |
| 21   | Patrick Friesacher | Minardi-Cosworth  | 0      |
| 22   | Christijan Albers  | Minardi-Cosworth  | 0      |
| 23   | Takuma Satō        | BAR-Honda         | 0      |
| –    | Anthony Davidson   | BAR-Honda         | 0      |

### Konstrukteurswertung
| Pos. | Konstrukteur     | Punkte |
| ---- | ---------------- | ------ |
| 01   | Renault          | 58     |
| 02   | Toyota           | 40     |
| 03   | McLaren-Mercedes | 33     |
| 04   | Williams-BMW     | 21     |
| 05   | Ferrari          | 18     |

| Pos. | Konstrukteur      | Punkte |
| ---- | ----------------- | ------ |
| 06   | Red Bull-Cosworth | 14     |
| 07   | Sauber-Petronas   | 7      |
| 08   | Jordan-Toyota     | 0      |
| 09   | BAR-Honda         | 0      |
| 10   | Minardi-Cosworth  | 0      |